# Stenoplastis euchonthoides
Stenoplastis euchonthoides är en fjärilsart som beskrevs av Louis Beethoven Prout 1918. Stenoplastis euchonthoides ingår i släktet Stenoplastis och familjen tandspinnare. Inga underarter finns listade i Catalogue of Life.